# Khanspalast von Şəki

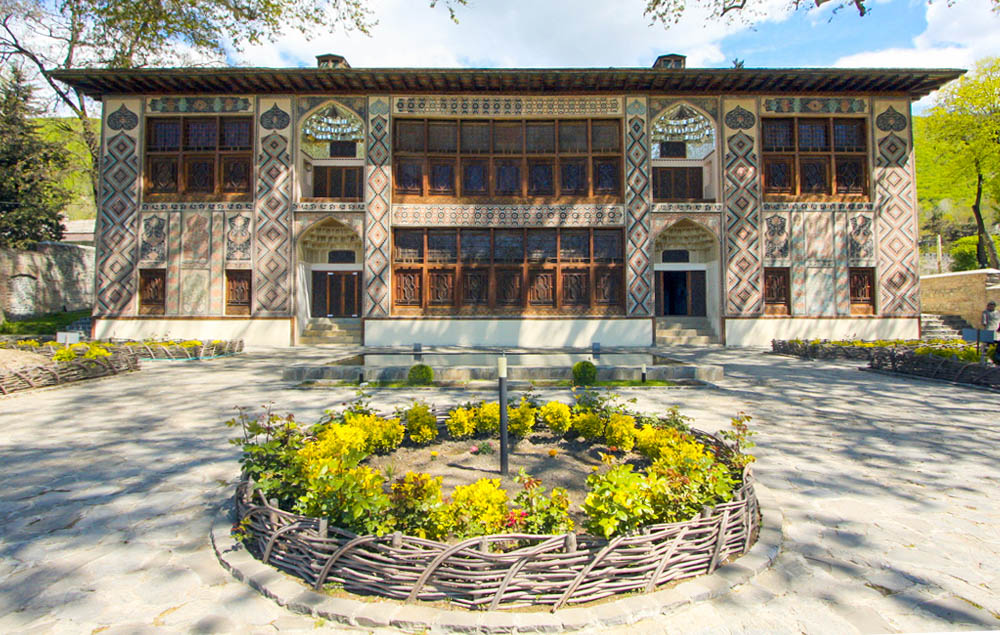
Außenansicht des Khanspalastes

Der Khanspalast von Şəki ist die ehemalige Sommerresidenz der Khane von Scheki. Er liegt in der Zitadelle der Stadt Şəki in Aserbaidschan und ist von Burgmauern umgeben. Das Gebäude wurde im 18. Jahrhundert im persischen Stil errichtet und zusammen mit dem historischen Teil der Stadt im Jahr 2019 von der UNESCO zum Weltkulturerbe erklärt.

## Geschichte
Zum Palast der Khane von Scheki gehörten früher weitere Trakte. Der Sommerpalast ist als einziger erhalten. Er wurde 1797 im Auftrag von Khan Muhammed Hassan errichtet. In der ersten Hälfte des 19. Jahrhunderts verfiel der Palast. Die anderen Teile des Komplexes haben diese Zeit nicht überstanden.
Ab etwa 1850 ließ der Statthalter Kaukasiens, Fürst Michail Semjonowitsch Woronzow, den Sommerpalast renovieren. Zunächst das Erdgeschoss, später auch das Obergeschoss. In diesem war zu dieser Zeit das Archiv des Verwaltungskreises untergebracht.

## Baubeschreibung

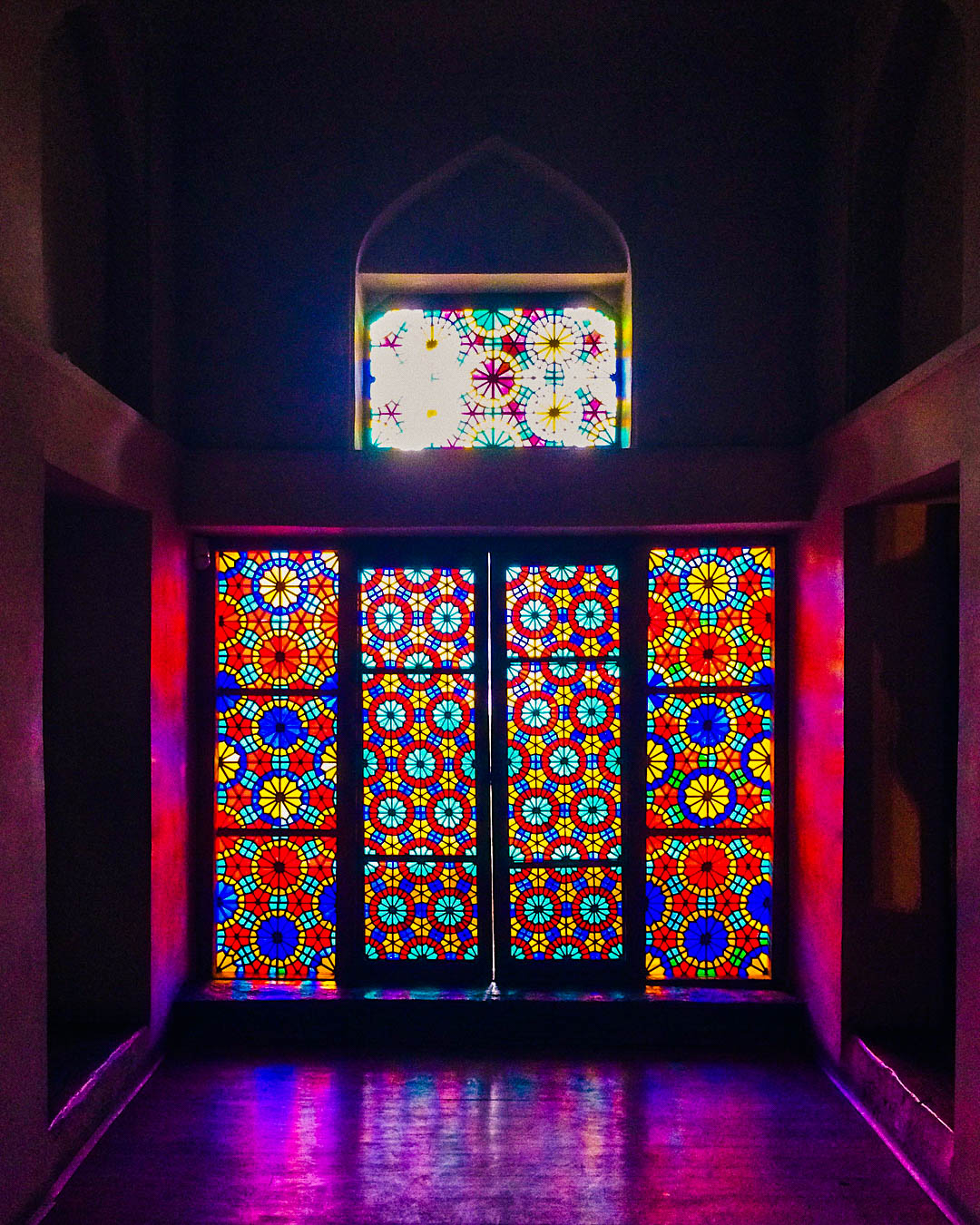
Shebeke-Fenster

Der zweigeschossige Bau hat drei Säle und zwei Vorzimmer in jedem Stockwerk. Dabei waren im Erdgeschoss die Räume für offizielle Anlässe, darüber die privaten Zimmer. Daher sind die Stockwerke nicht direkt miteinander verbunden. Die der Stadt zugewandte Hauptfassade spiegelt die innere Gliederung in der Anordnung der Fensterreihen und Bogennischen wider. Die Verzierung besteht aus bemalten Lisenen und farbigen Glasplatten.
Die Innenräume sind mit Malereien, Schnitzereien und Intarsien verziert, die geometrische Muster, Pflanzenmotive und figürliche Szenen darstellen. Die ältesten Verzierungen stammen aus dem 18. Jahrhundert, darunter die Malerei an der Decke des Obergeschosses von Abas-Kuli. Möglicherweise war dieser auch der Architekt des Palastes. Mirsa-Dschafar aus Schemacha schuf 1895/96 die Gemälde im Erdgeschoss, Usta Gambar aus Schuscha 1902 die des Obergeschosses. Auch die Künstler Ali Kuli und Kurban Ali aus Schemacha trugen zur Ausstattung des Obergeschosses bei.
Zum oberen Stockwerk gehören zwei Balkone, die nischenartig von bogenförmigen Decken überdacht sind. Vor dem Schloss zum Garten hin befindet sich ein Bassin, rechts und links davon zwei große Bäume direkt vor dem Gebäude.